# Raffaella Carrà
Raffaella Maria Roberta Pelloni (18. června 1943, Bologna – 5. července 2021, Řím), lépe známá jako Raffaella Carrà, byla italská zpěvačka, tanečnice, televizní moderátorka a herečka. Stala se populární v Evropě a také v Latinské Americe, a to díky nahrávkám písní a populárním televizním pořadům.

## Život

### Dětství
Narodila se 18. června 1943 v Bologni jako dcera Raffaele Pelloniho a Angely Iris Dell'Utriové. Měla také staršího bratra Enza (zemřel v roce 2001 na rakovinu). Její rodiče se však brzy po jejím narození rozešli a většinu dětství tak strávila s matkou a babičkou Andreinou v městečku Bellaria-Igea Marina. Již ve třech letech začala navštěvovat taneční kurzy a v osmi letech odešla studovat do Říma na Národní akademii tance (Accademia Nazionale di Danza). Ve 14 letech poté přešla na filmovou školu Centro Sperimentale di Cinematografia, kde v roce 1960 promovala. Svou hereckou kariéru však započala již během studia v roce 1952.

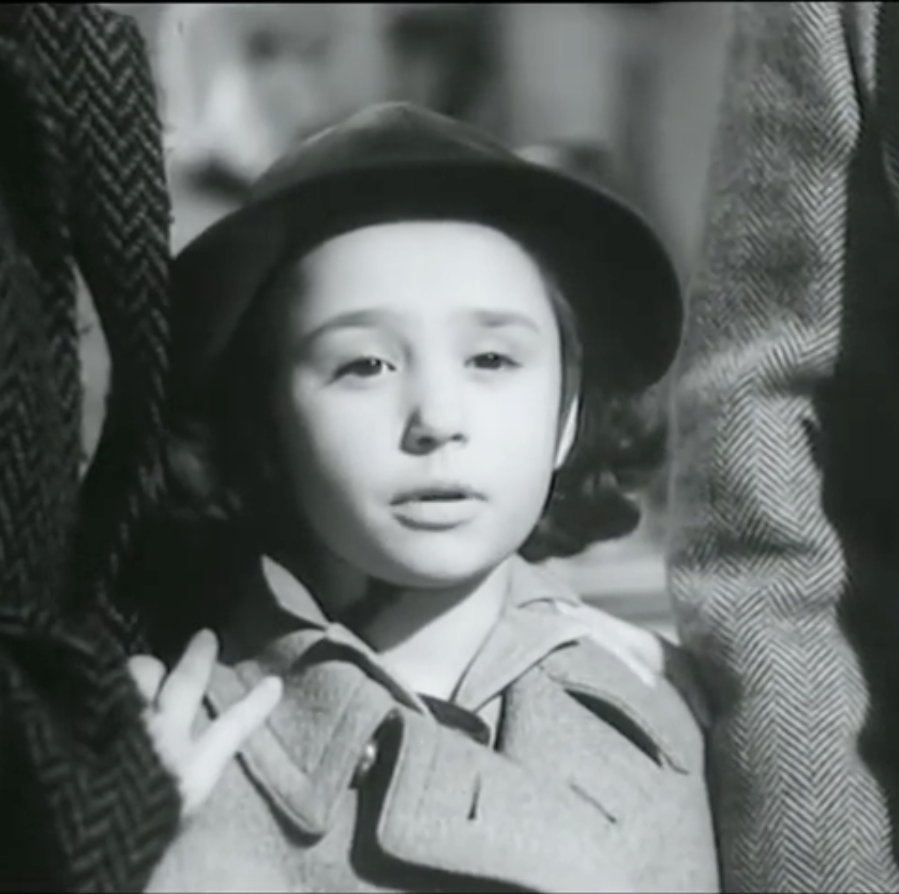
Raffaella Carrà ve filmu Tormento del passato (1952)

### Herecká kariéra
Carrà ve svých devíti letech debutovala jako herečka ve filmu Tormento del passato (1952) a do roku 1960 stihla natočit ještě dalších 5 filmů, včetně válečného dramatu Svědek, který nepromluvil (La lunga notte del '43). O pět let později se nakonec přestěhovala do Spojených států amerických, kde podepsala smlouvu s filmovým studiem 20th Century Fox. I nadále se však objevovala ve filmech italské produkce a do konce své kariéry natočila ještě dalších 20 filmů, mezi které patří například komediální drama Stalo se v Turíně (1963), válečné drama Von Ryanův Expres (1965) nebo mysteriózní thriller Cran d'arrêt (1970).

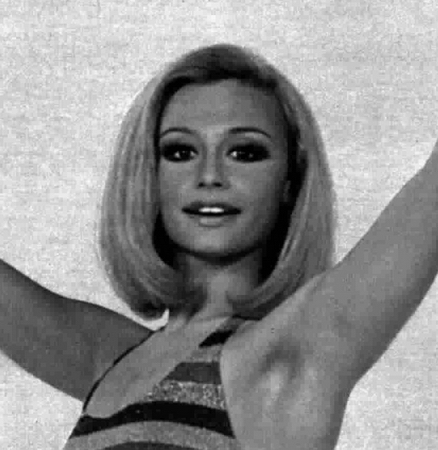
Raffaella Carrà (1974)

### Pěvecká kariéra
Od roku 1961 Carrà zpívala a tancovala ve varieté italských televizí. Její vystoupení obsahovalo propracovanou choreografii, fascinující propracovaná témata a její styl bez zábran.[zdroj?]
Byla první televizní osobností, která na kameru ukázala svůj pupík. Tento čin se setkal s obrovskou vlnou kritiky z Vatikánu a od katolické církve v zemích, kde se její show Canzonissima vysílala.
Uspěla se svým smyslným hitem Tuca Tuca (1971). Píseň pro ni napsal její dlouhodobý spolupracovník a tehdejší přítel Gianni Boncompagni. V roce 1971 zaznamenala další hity jako Ma che musica maestro a Chissà se va.
Jejím největším mezinárodním hitem byla píseň Tanti Auguri (Best Wishes), která se stala populární u gay publika. Je také známá pod svým španělským názvem Para hacer bien el amor hay que venir al sur.
V roce 2008 dosáhlo virálního úspěchu zremixované video televizního vystoupení z roku 1974 s písní Prisencolinensinainciusol, ve kterém též tančila. Ve stejném roce se video s jejím jediným anglicky zpívaným hitem Do It, Do It Again objevilo v seriálu Pán času v epizodě Půlnoc.

Rafaella Carrà pracovala s Bobem Sinclarem na novém hitu Far l'Amore, který byl na Youtube vypuštěn 17. března 2011. Hit bodoval v hudebních žebříčcích hned v několika evropských zemích. V roce 2011 oznamovala italské body v soutěži Eurovize.

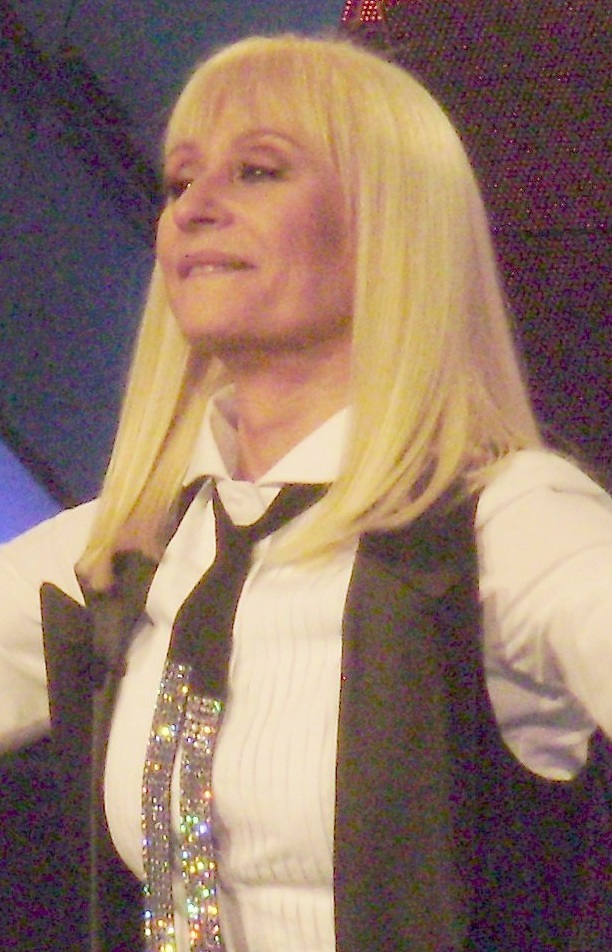
Raffaella Carrà (2008)

## Diskografie
- 1970 – Raffaella (RCA Italiana, PSL 10498) (LP, CD)
- 1971 – Raffaella Carrà (RCA Italiana, PSL 10518) (LP, CD)
- 1972 – Raffaella... Senzarespiro (RCA Italiana, PSL 10537) (LP, CD)
- 1973 – Scatola a sorpresa (CGD, 69048)
- 1974 – Milleluci (CGD, 69072)
- 1974 – Felicità tà tà (CGD, 69090)
- 1976 – Forte forte forte (CGD, 81439)
- 1977 – Fiesta (CGD, 20018)
- 1978 – Raffaella (CBS, 82654)
- 1979 – Applauso (CBS, 99-83687) (LP, CD)
- 1980 – Mi spendo tutto (CBS, 84325) (LP, CD)
- 1981 – Raffaella Carrà (Hispavox)
- 1982 – Raffaella Carrà 82 (Hispavox, 70701)
- 1983 – Fatalità (Hispavox, 70702)
- 1984 – Bolero (CGD, 20447)
- 1985 – Fidati! (Fonit Cetra, STLP 147)
- 1986 – Curiosità (Fonit Cetra, QFC-105) (mini LP)
- 1988 – Raffaella (CBS, 492953-1)(LP, CD)
- 1990 – Inviato speciale (Fonit Cetra, TPLX 271)(LP, CD)
- 1991 – Raffaella Carrà (Fonit Cetra, TPLX 296) (LP, CD)
- 1993 – Hola Raffaella (Ariola, 74321 18572 1) (LP, CD)
- 1996 – Carramba che rumba! (Nuova Fonit Cetra), CDL 412) (CD)
- 1999 – Fiesta - I grandi successi (RCA/BMG, 74321707912) (CD)
- 2013 – Replay - The Album (Do It Yourself, DIY 8056450044745) (CD, Digital Download)
- 2018 – Ogni volta che è Natale (Sony Music) (LP, CD)